# Cudalbi
Cudalbi es una comuna ubicada en el distrito de Galați, Rumania.

## Superficie
Posee una superficie de 143,4 kilómetros cuadrados.

## Demografía
Hasta 2021 la población era de 6614 habitantes, con una densidad de población de 46,12 habitantes por kilómetro cuadrado.